# Lande tourbeuse des Oignons
La Lande tourbeuse des Oignons ou Tourbière des Oignons est un site naturel protégé, classée ZNIEFF de type I, situé sur la commune de Boz dans le département de l'Ain.

## Statut
Le site est classé zone naturelle d'intérêt écologique, faunistique et floristique de type I sous le numéro régional n°01000011
et est classé Natura 2000 sous le numéro n°FR8201634 .

## Description
Cette lande tourbeuse, s'est formée à la fin du quaternaire, après la fonte des glaciers. La matière organique qui n'a pas pu se décomposer, s'est accumulée dans une dépression sur un substrat acide.

## Flore
Le site est dominé par la Callune, la Molinie bleue et les bouleaux. On peut noter la présence des espèces remarquables suivantes :
- Rossolis à feuilles rondes, Drosera rotundifolia
- Gentiane des marais, Gentiana pneumonanthe
- Écuelle d'eau, Hydrocotyle vulgaris
- Lycopode des tourbières, Lycopodiella inundata
- Pédiculaire des forêts, Pedicularis sylvatica
- Peucédan des marais, Thysselinum palustre (L.) Hoffm., 1814
- Pâturin des marais, Poa palustris
- Rhynchospore blanc, Rhynchospora alba
- Scorzonère peu élevée, Scorzonera humilis
- Stellaire des marais, Stellaria palustris